# Canton de Bourg-Saint-Maurice
Le canton de Bourg-Saint-Maurice est une division administrative française, située dans le département de la Savoie et la région Auvergne-Rhône-Alpes.

## Histoire
Dans le cadre du redécoupage cantonal de 2014, le canton de Bourg-Saint-Maurice est formé des communes de l'ancien canton de Bourg-Saint-Maurice (8 communes) et du canton d'Aime (4 communes). Le nouveau canton entre en vigueur à compter des élections départementales de 2015.

## Représentation

### Conseillers généraux (1861 à 2015)
| Période                                  | Période                 | Identité                          | Étiquette           | Qualité |
| ---------------------------------------- | ----------------------- | --------------------------------- | ------------------- | --- |
| 1861                                     | 1862 (démission)        | François Carquet                  | Républicain         | Avocat Député au Parlement du royaume de Sardaigne (avant l'annexion)                                                                                    |
| 1862                                     | 1863 (annulation)       | Joseph Marie Martin (1805-1877)   |                     | Rentier Maire de Bourg-Saint-Maurice (1853-1863 et 1870-1877),conseiller d'arrondissement Ancien député au Parlement du royaume de Sardaigne (1854-1855) |
| 1863                                     | 27 juillet 1864 (décès) | Joseph-Ferdinand Palluel          | Majorité dynastique | Avocat à Chambéry Député du duché de Savoie (1848-1849 et 1849-1852) Député de Savoie (1862-1864)                                                        |
| 1864                                     | 1870                    | Louis-François Bérard-Blay        | Centre droit        | Avocat à Moûtiers Député (1866-1870) |
| 1871                                     | 1891 (décès)            | François Carquet                  | Républicain         | Avocat |
| 1892                                     | 1919                    | César Empereur                    | Républicain         | Député (1899-1909) - Sénateur (1909-1925) Médecin à Bourg-Saint-Maurice                                                                                  |
| 1919                                     | 1940                    | Antoine Borrel                    | PRS puis Rad.       | Journaliste Député (1909-1931) Sénateur (1931-1944) Sous-secrétaire d'Etat (1920-1921) Président du Conseil Général (1919-1940)                          |
|                                          |                         |                                   |                     | |
| 1942                                     | 1943 (démission)        | Francis Miédan-Gros (1885-1972)   |                     | Agriculteur Maire de Bourg-Saint-Maurice Nommé conseiller départemental en 1942                                                                          |
| 1943                                     | 1945                    | Célestin Freppaz (1893-1986)      | URD                 | Entrepreneur, maire de Séez, conseiller d'arrondissement Nommé conseiller départemental en 1943                                                          |
|                                          |                         |                                   |                     | |
| 1945                                     | 1949                    | Armand-César Empereur (1911-1975) | SFIO                | Entrepreneur (plombier-zingueur) Maire de Bourg-Saint-Maurice                                                                                            |
| 1949                                     | 1961                    | Célestin Freppaz                  | DVD                 | Entrepreneur Maire de Séez (1935-1965) |
| 1961                                     | 1967                    | Bernard de Poret                  | UNR                 | Représentant, ancien chargé de mission de la France Libre, Bissy                                                                                         |
| 1967                                     | 1973                    | Abbé Alexis Borrel                | DVD                 | Ecclésiastique, secrétaire général de la Fédération des propriétaires fonciers                                                                           |
| 1973                                     | 1999 (démission)        | Michel Barnier                    | RPR                 | Député (1978-1993) Sénateur (1995 et 1997-1999) Ministre (1993-1997) Président du Conseil Général (1982-1999)                                            |
| 1999                                     | 2011                    | Jacqueline Poletti                | DVD puis UMP        | Commerçante Maire de Bourg-Saint-Maurice (1991-2001 et 2011-2014)                                                                                        |
| 2011                                     | 2015                    | Éric Minoret                      | SE                  | Chef d'entreprise Conseiller municipal de Bourg-Saint-Maurice (1995-2001) 1er adjoint au maire de Bourg-Saint-Maurice (2001-2008)                        |
| Les données manquantes sont à compléter. |                         |                                   |                     | |

### Conseillers d'arrondissement (1861 à 1940)
Le canton de Bourg-Saint-Maurice avait deux conseillers d'arrondissement.
| Période                                  | Période | Identité                     | Étiquette | Qualité |
| ---------------------------------------- | ------- | ---------------------------- | --------- | --- |
| 1861                                     | 1862    | Joseph Marie Martin          |           | Rentier, maire de Bourg-Saint-Maurice                                                                       |
| 1861                                     |         | Gustave Léon Granier         |           | Notaire à Bourg-Saint-Maurice                                                                               |
|                                          |         |                              |           | |
| av.1887                                  |         | Charles Mayet                |           | Négociant et agriculteur, maitre d'hôtel, ancien maire de Bourg-Saint-Maurice                               |
|                                          |         |                              |           | |
| 1895                                     |         | Léandre Chanu                |           | Instituteur, suppléant du juge de paix à Bourg-Saint-Maurice, ancien maire de Sainte-Foy                    |
|                                          |         |                              |           | |
| 1913                                     | 1925    | M. Arpin                     | Radical   | Maire de Montvalezan                                                                                        |
|                                          |         |                              |           | |
| 1928                                     | 1937    | Cyprien Bozonnet             | Radical   | Cultivateur à Sainte-Foy-Tarentaise                                                                         |
| 1928                                     | 1940    | Maurice Anxionnaz            | Radical   | Président du Conseil d'arrondissement, maire de Bourg-Saint-Maurice                                         |
| 1937                                     | 1940    | Célestin Freppaz (1893-1986) | URD       | Entrepreneur, maire de Séez                                                                                 |
| 1940                                     |         |                              |           | Les conseils d'arrondissement ont été suspendus par la loi du 12 octobre 1940 et n'ont jamais été réactivés |
| Les données manquantes sont à compléter. |         |                              |           | |

### Conseillers départementaux (à partir de 2015)
| Période élective | Période élective | Mandat | Mandat           | Identité            | Nuance | Nuance | Qualité |
| ---------------- | ---------------- | ------ | ---------------- | ------------------- | ------ | ------ | --- |
| 2015             | 2021             | 2015   | 2021             | Auguste Picollet    |        | DVD    | Retraité Ancien conseiller général du canton d'Aime (1982-2015) Vice-président du Conseil départemental (Routes)                                                                                                 |
| 2015             | 2021             | 2015   | 2021             | Cécile Utille-Grand |        | DVD    | Aide-soignante Conseillère municipale déléguée de Bourg-Saint-Maurice (conseillère municipale d'opposition depuis 2020) Adjointe spéciale à Hauteville-Gondon Conseillère départementale déléguée au lien social |
| 2021             | 2028             | 2021   | 2023 (démission) | Auguste Picollet    |        | DVD    | Conseiller sortant, 5ème Vice-Président |
| 2021             | 2028             | 2021   | en cours         | Cécile Utille-Grand |        | DVD    | Conseillère sortante |
| 2021             | 2028             | 2023   | en cours         | Guillaume Villibord |        | DVD    | Chef d'entreprise, maire de Peisey-Nancroix |

### Résultats détaillés

#### Élections de mars 2015
À l'issue du 1er tour des élections départementales de 2015, deux binômes sont en ballottage : Auguste Picollet et Cécile Utille-Grand (UMP, 75,04 %) et Richard Broche et Muriel Masseron (UDI, 24,96 %). Le taux de participation est de 38,27 % (7 548 votants sur 19 723 inscrits) contre 48,82 % au niveau départemental et 50,17 % au niveau national.
Au second tour, Auguste Picollet et Cécile Utille-Grand (UMP) sont élus avec 77,33 % des suffrages exprimés et un taux de participation de 34,38 % (4 601 voix pour 6 780 votants et 19 723 inscrits).

#### Élections de juin 2021
Le premier tour des élections départementales de 2021 est marqué par un très faible taux de participation (33,26 % au niveau national). Dans le canton de Bourg-Saint-Maurice, ce taux de participation est de 29,17 % (5 887 votants sur 20 184 inscrits) contre 33,57 % au niveau départemental. À l'issue de ce premier tour, deux binômes sont en ballottage : Auguste Picollet et Cecile Utille-Grand (DVD, 52,55 %) et Anthony Favre et Laurence Regnier (DVD, 19,31 %).
Le second tour des élections est marqué une nouvelle fois par une abstention massive équivalente au premier tour. Les taux de participation sont de 34,36 % au niveau national, 33 % dans le département et 27,97 % dans le canton de Bourg-Saint-Maurice. Auguste Picollet et Cecile Utille-Grand (DVD) sont élus avec 68,3 % des suffrages exprimés (3 553 voix pour 5 646 votants et 20 186 inscrits),,.

## Composition

### Composition avant 2015

Le canton de Bourg-Saint-Maurice avant 2015, dans l'arrondissement d'Albertville.

Le canton de Bourg-Saint-Maurice regroupait huit communes.
| Nom                             | Code Insee | Codepostal | Superficie (km2) | Population (dernière pop. légale) | Densité (hab./km2) |
| ------------------------------- | ---------- | ---------- | ---------------- | --------------------------------- | ------------------ |
| Bourg-Saint-Maurice (chef-lieu) | 73054      | 73700      | 179,07           | 7 741 (2012)                      | 43                 |
| Les Chapelles                   | 73077      | 73700      | 17,31            | 532 (2012)                        | 31                 |
| Montvalezan                     | 73176      | 73700      | 25,90            | 661 (2012)                        | 26                 |
| Sainte-Foy-Tarentaise           | 73232      | 73640      | 100,15           | 809 (2012)                        | 8,1                |
| Séez                            | 73285      | 73700      | 42,55            | 2 453 (2012)                      | 58                 |
| Tignes                          | 73296      | 73320      | 81,63            | 2 494 (2012)                      | 31                 |
| Val-d'Isère                     | 73304      | 73150      | 94,39            | 1 637 (2012)                      | 17                 |
| Villaroger                      | 73323      | 73640      | 28,15            | 387 (2012)                        | 14                 |

### Composition depuis 2015
Le canton de Bourg-Saint-Maurice comprend désormais douze communes entières.
| Nom                                         | Code Insee | Intercommunalité       | Superficie (km2) | Population (dernière pop. légale) | Densité (hab./km2) | Modifier                                    |
| ------------------------------------------- | ---------- | ---------------------- | ---------------- | --------------------------------- | ------------------ | ------------------------------------------- |
| Bourg-Saint-Maurice (bureau centralisateur) | 73054      | CC de Haute-Tarentaise | 179,07           | 7 228 (2022)                      | 40                 | modifier les données · modifier les données |
| Aime-la-Plagne                              | 73006      | CC Les Versants d'Aime | 94,67            | 4 409 (2022)                      | 47                 | modifier les données · modifier les données |
| Les Chapelles                               | 73077      | CC de Haute-Tarentaise | 17,31            | 566 (2022)                        | 33                 | modifier les données · modifier les données |
| Landry                                      | 73142      | CC Les Versants d'Aime | 10,62            | 810 (2022)                        | 76                 | modifier les données · modifier les données |
| Montvalezan                                 | 73176      | CC de Haute-Tarentaise | 25,90            | 729 (2022)                        | 28                 | modifier les données · modifier les données |
| Peisey-Nancroix                             | 73197      | CC Les Versants d'Aime | 70,64            | 633 (2022)                        | 9,0                | modifier les données · modifier les données |
| La Plagne Tarentaise                        | 73150      | CC Les Versants d'Aime | 96,07            | 3 825 (2022)                      | 40                 | modifier les données · modifier les données |
| Sainte-Foy-Tarentaise                       | 73232      | CC de Haute-Tarentaise | 100,15           | 690 (2022)                        | 6,9                | modifier les données · modifier les données |
| Séez                                        | 73285      | CC de Haute-Tarentaise | 42,55            | 2 460 (2022)                      | 58                 | modifier les données · modifier les données |
| Tignes                                      | 73296      | CC de Haute-Tarentaise | 81,63            | 1 953 (2022)                      | 24                 | modifier les données · modifier les données |
| Val-d'Isère                                 | 73304      | CC de Haute-Tarentaise | 94,39            | 1 572 (2022)                      | 17                 | modifier les données · modifier les données |
| Villaroger                                  | 73323      | CC de Haute-Tarentaise | 28,15            | 359 (2022)                        | 13                 | modifier les données · modifier les données |
| Canton de Bourg-Saint-Maurice               | 7305       |                        | 841,15           | 25 234 (2022)                     | 30                 | modifier les données                        |

## Démographie

### Démographie avant 2015
| 1962  | 1968  | 1975   | 1982   | 1990   | 1999   | 2006   | 2011   | 2012   |
| ----- | ----- | ------ | ------ | ------ | ------ | ------ | ------ | ------ |
| 8 086 | 9 137 | 10 228 | 11 896 | 13 253 | 14 566 | 16 138 | 16 519 | 16 714 |

### Démographie depuis 2015
En 2022, le canton comptait 25 234 habitants, en évolution de −0,99 % par rapport à 2016 (Savoie : +3,63 %, France hors Mayotte : +2,11 %).
| 2013   | 2018   | 2022   |
| ------ | ------ | ------ |
| 25 980 | 25 231 | 25 234 |